# لينا علوش
لينا علوش هي مذيعة أخبار سورية في قناة ميدي 1 تيفي. درست أدب فرنسي في جامعة حلب. بدأت العمل في التلفزيون السوري منذ 1995 حتى 2007 قبل الاستقرار في طنجة، المغرب في قناة ميدي 1 تيفي.

## أعمالها الفنية
شاركت في ثلاث مسلسلات سورية وهي «العرس الحلبي» و «مرايا 2002» و «كحل العيون».

## حياتها الشخصية
تزوجت من الفنان فراس نعناع وأنجبت منه طفلة واحدة قبل الطلاق.

## روابط خارجية
- لينا علوش على موقع قاعدة بيانات الأفلام العربية